# Saint-Hilaire-sur-Risle
Saint-Hilaire-sur-Risle è un comune francese di 324 abitanti situato nel dipartimento dell'Orne nella regione della Normandia.

## Società

### Evoluzione demografica
Abitanti censiti